# Sylvain Lavoie
Sylvain Lavoie OMI (ur. 22 kwietnia 1947 w Delmas) – kanadyjski duchowny rzymskokatolicki, w latach 2006-2012 arcybiskup Keewatin-Le Pas.

## Życiorys
Święcenia kapłańskie przyjął 19 października 1974 w zgromadzeniu Misjonarzy Oblatów Maryi Niepokalanej. Pracował w parafiach zakonnych, był także prowincjałem oraz radnym prowincjalnym.
11 lipca 2005 został prekonizowany koadiutorem arcybiskupa Keewatin-Le Pas. Sakrę biskupią otrzymał 29 sierpnia 2005. 25 marca 2006 objął stolicę arcybiskupią. 16 lipca 2012 przeszedł na emeryturę.